# Collégiale San Biagio de Finalborgo
Pour les articles homonymes, voir San Biagio.
La Collégiale San Biagio est une des églises de Finalborgo, frazione et bourg médiéval de Finale Ligure en Ligurie, la seule église encore consacrée. Elle est dédiée à San Biagio.

## Historique
La construction de la collégiale actuelle, de style gothique, fut commencée en 1372 et terminée vers 1375, sur la base d'une ancienne église du XIIe siècle, sur la rive ouest  du torrent Aquila, conjointe à un hôpital dont il ne reste aucune trace.
Elle fut pillée par les troupes qui occupèrent successivement Borgo, gravement endommagée pendant la guerre contre Gênes.
Un nouvel édifice fut décidé en 1634 sur un projet de l'architecte finalese Andrea Storace qui conduisit les travaux jusqu'à sa mort en 1650 (le gros de la construction fut achevé en 1659).
Il a fallu attendre les années 1864-1865 pour que les décorations soient terminées (en style néoclassique), avec également le transfert des œuvres de l'église dominicaine Sainte-Catherine, alors supprimée.
La collégiale a obtenu le titre de basilique mineure en 1949.

## Architecture
Le plan de l'église est à trois nefs séparées par des colonnes à pilastres cruciformes.
La façade, qui est restée incomplète, donne sur la place San Biagio, près d'une des portes fortifiées du bourg.
Le campanile, qui date de la fin du XIVe siècle, fut construit sur une ancienne tour du mur d'enceinte ; sa forme particulière - carrée à sa base, puis semi-circulaire - est due à la volonté de donner le moins de résistance aux dégâts des armes à feu de l'époque. Il est percé de trois rangs de fenêtres bifores  et surmonté d'une corniche à dentelle. Sa couverture en pointe est légèrement inclinée.

## Intérieur

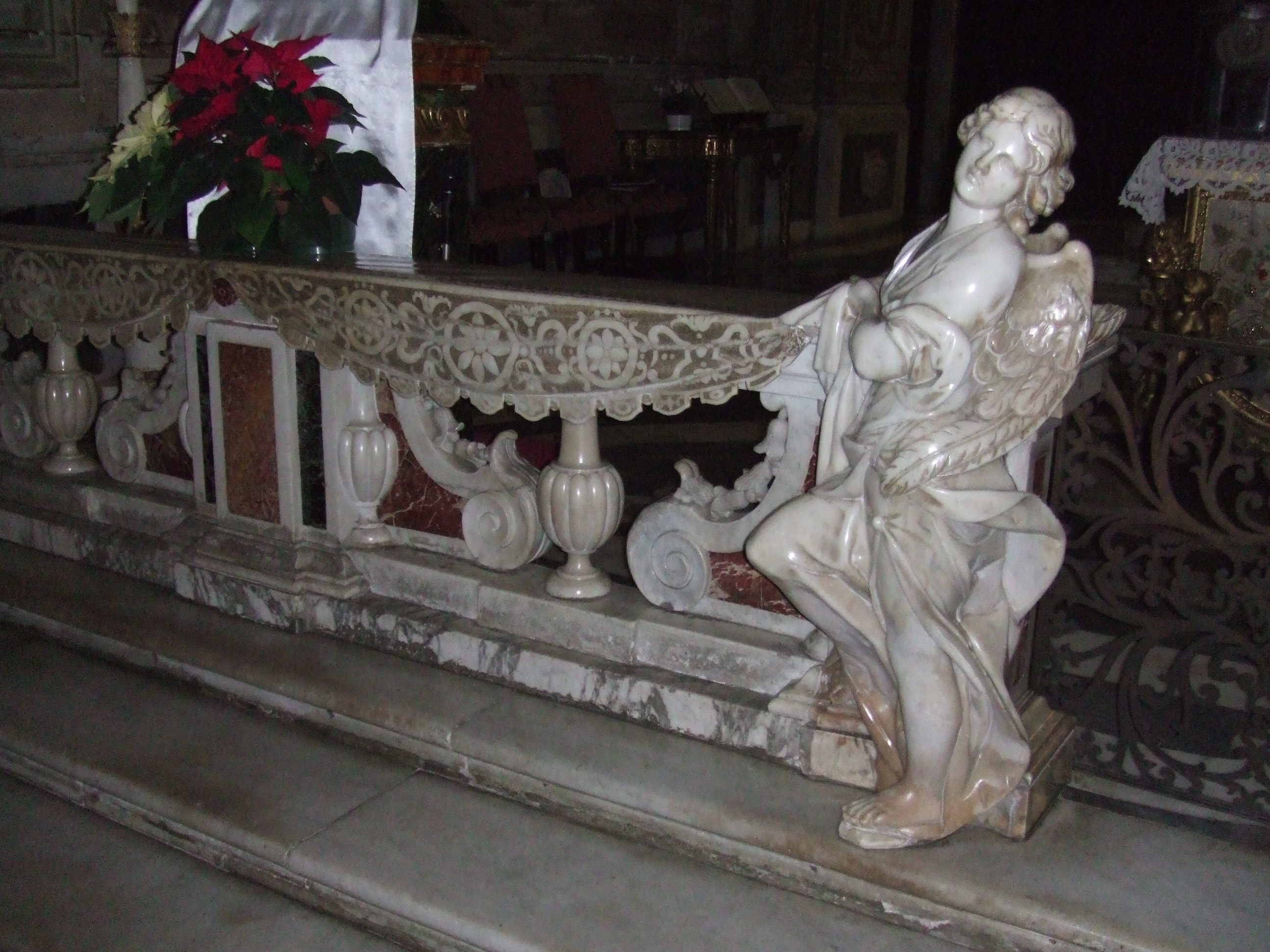
Voile de marbre de la barrière d'autel.

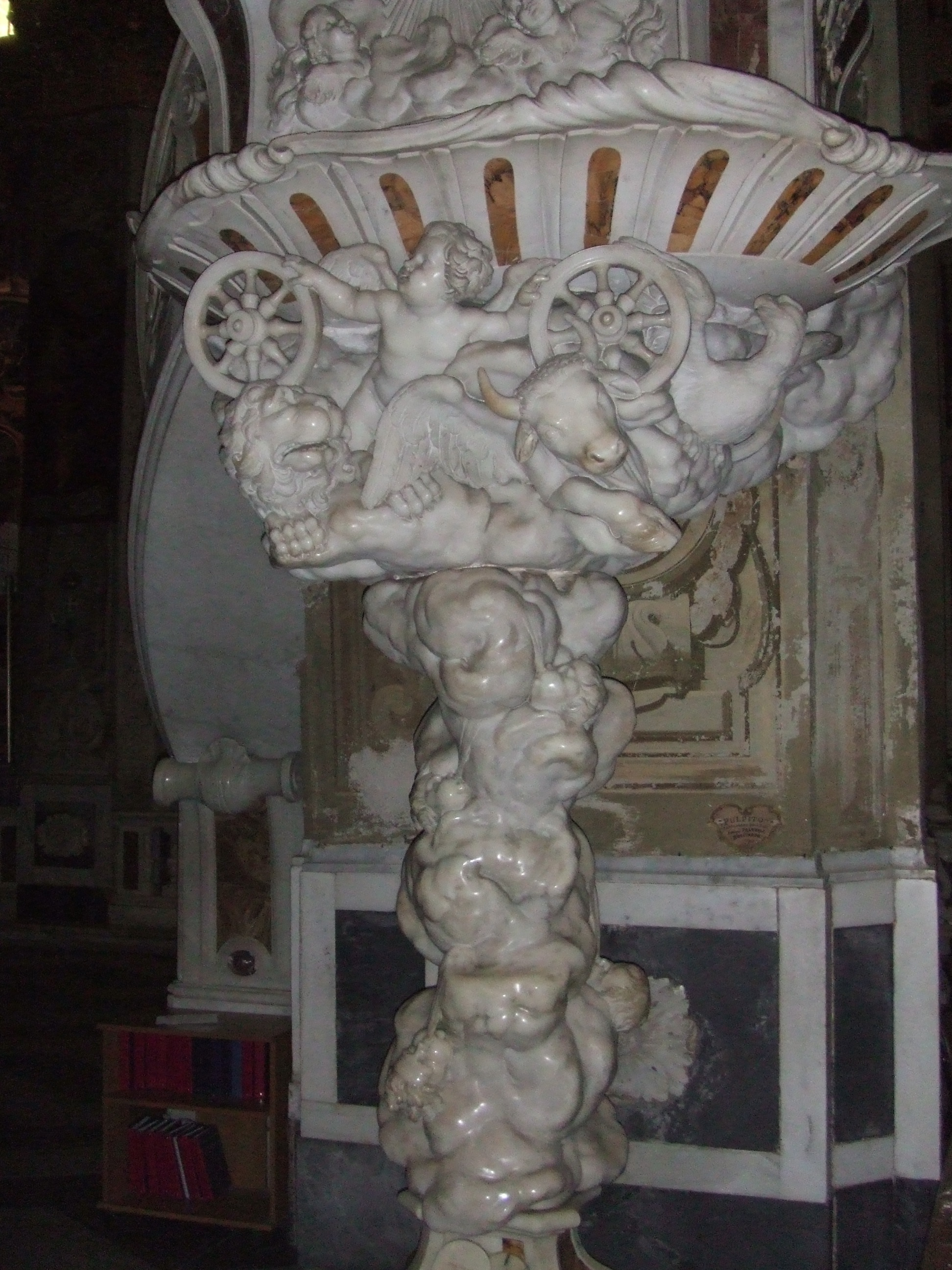
Vision d'Ézéchiel du pilier de la chaire.

L'intérieur gothique, initialement vide de décorations, s'est vu couvert entièrement d'ajouts baroques puis néoclassiques.
- Maître-autel de Domenico Bocciardo (1799) et sa balustrade de communion (ses quatre  anges et le voile ondulant  sur le plateau)
- Groupes marmoréens de  l'envers de la façade :
  - Le mausolée de Sforza Andrea del Carretto transféré de Santa Caterina, œuvre de Battista Orsolino (XVIIe siècle)
  - Le Baptême du Christ de Domenico Bocciardo (1798)
  - Jésus et Marie-Madeleine de G. B. Frumento (1854), dédié à l'avocat Gio Batta Cavassola (mort en 1845)
- la chaire baroque de marbre blanc du sculpteur Pasquale Bocciardo illustrée par le char de feu de l'Apocalypse et ses animaux ailés  du tétramorphe de la Vision d'Ézéchiel (1765)

- Les décorations des douze chapelles latérales[2] :

1. Statue de bois polychrome de Saint Joseph (anonyme du XVIIIe siècle)
2. Retable de la Madone du Rosaire de Vincenzo Tamagni (v. 1520) qui s'est représenté en personnage  regardant le spectateur et non la Vierge.
3. Statue en bois polychrome de la Vierge du Sacré-Cœur de Sebastiano Bocciardo (1654)
4. Retable de L'Incrédulité de saint Thomas de Pier Lorenzo Spoletti (1680-1726)
5. Statue de bois polychrome de la Vierge du Carmel (XVIe siècle) et reliquaire de San Biagio (anonyme de 1688)
6. Retable de la Vierge à l'Enfant avec saint Jean-Baptiste et saint Hyppolite (anonyme de 1627) et Christ mort en bois polychrome (anonyme du XVIIe siècle
7. Chapelle à droite du presbytère Polittico del Pancalino (it) (1540), avec saint Blaise, les saints Pierre et Paul, Catherine et Christophe.
8. Retable de la Madone des Grâces et des âmes du purgatoire de Pier Lorenzo Spoleti (1680-1726)
9. Retable de Saint Jean Népomucène de Giuseppe Paganelli da Bergamo (1798)
10. Statue en bois polychrome du Christ en croix de Francesco M. Agnesi dit Il Corsetto (1693) sur autel de marbre de Giacinto Aicardi (1681)
11. Polyptyque de Sainte Catherine d'Alexandrie, d'Oddone Pascale (it) (1533) représentant le martyre de la sainte, entouré de saint Dominique, saint Pierre, saint Paul, de l'Annonciation et d'une Pietà.
12. Triptyque de la Vierge à l'Enfant en majesté avec sainte Catherine (noces mystiques ?) entourées des panneaux, à droite  de saint Sébastien, et à gauche de saint Gothard, surmonté  de la Résurrection du Christ et d'une Annonciation d'encadrement.

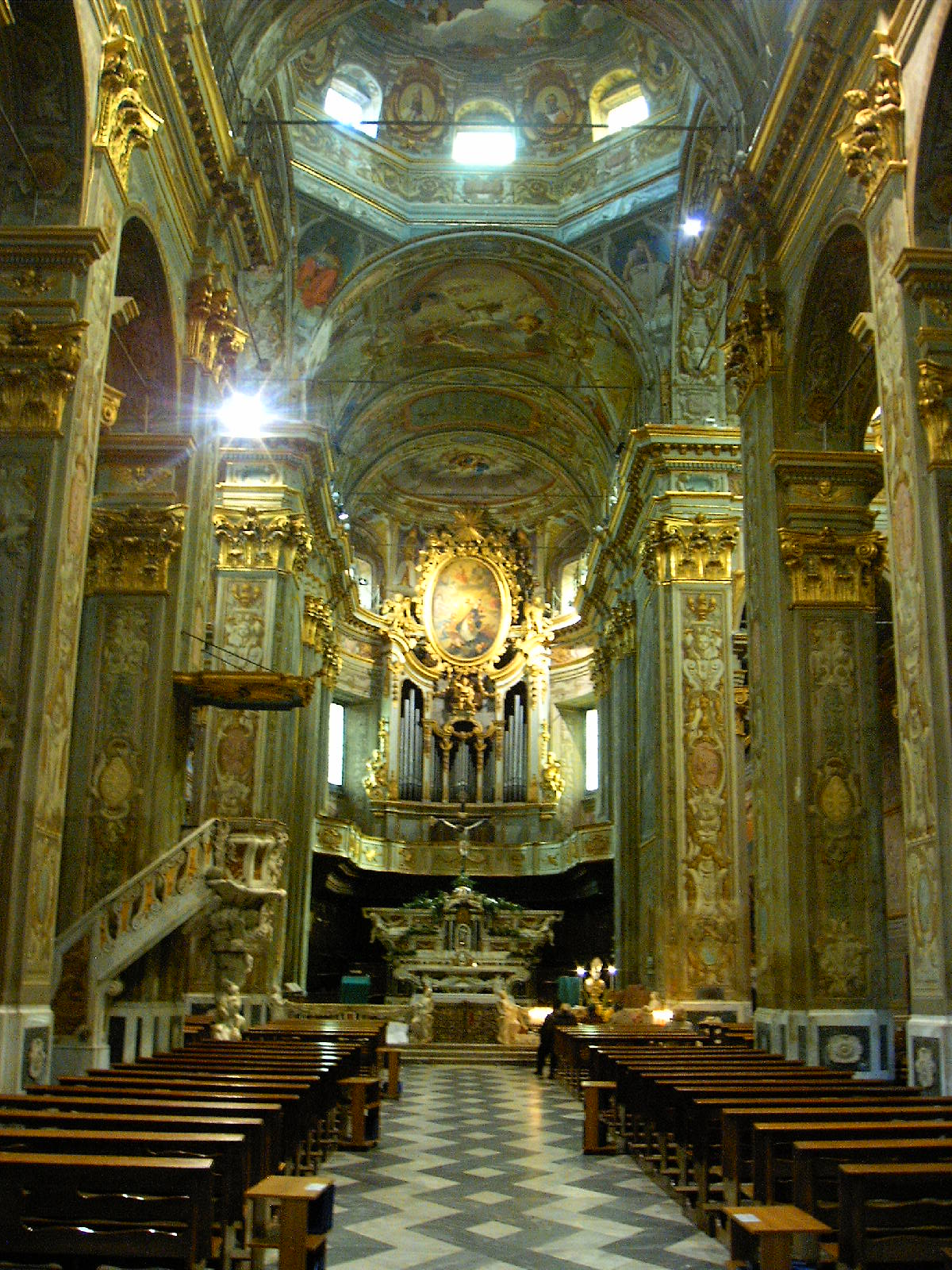
Intérieur de l'église San Biagio.
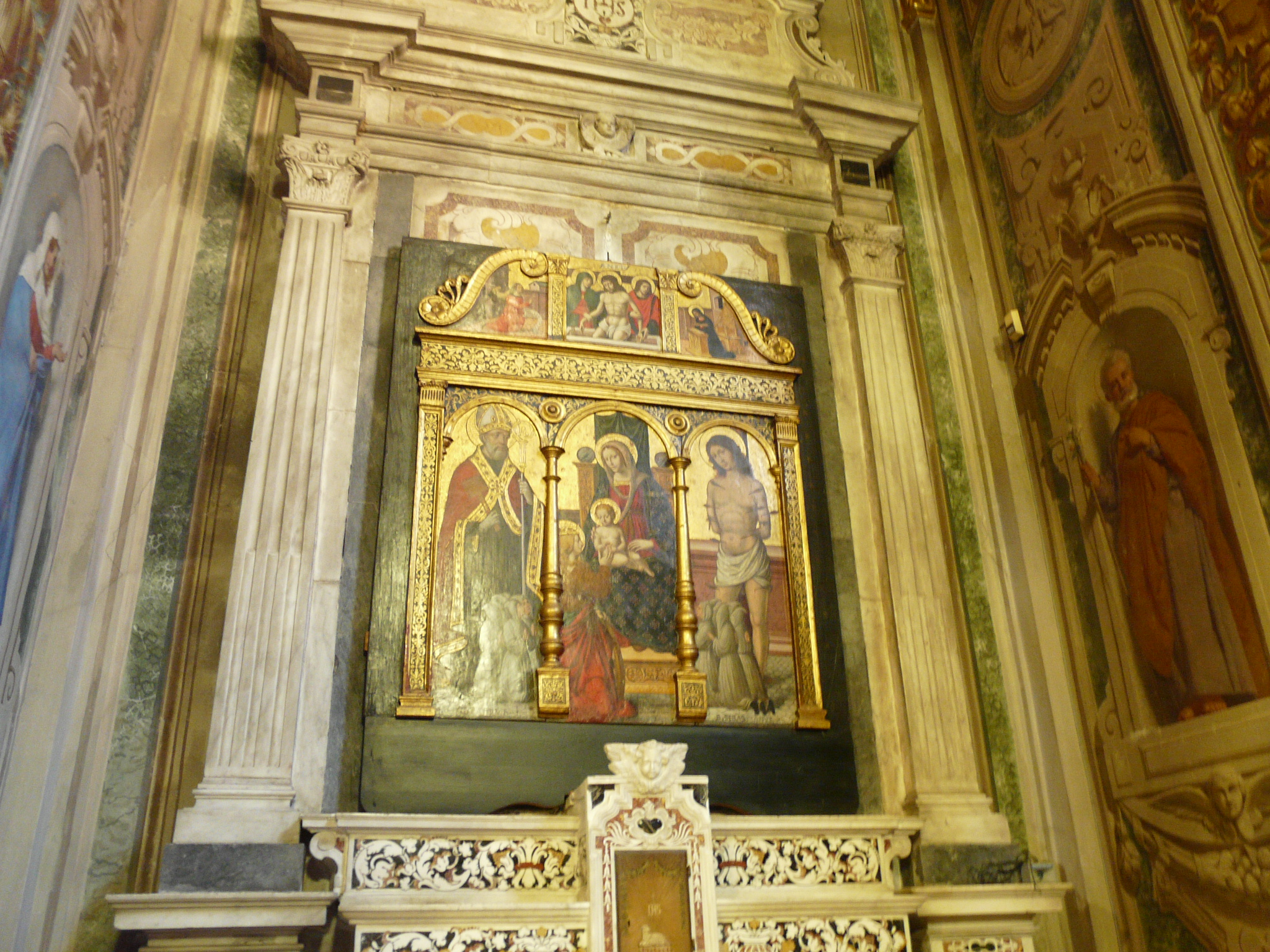
Triptyque de la première chapelle à droite en entrant (chapelle 12).
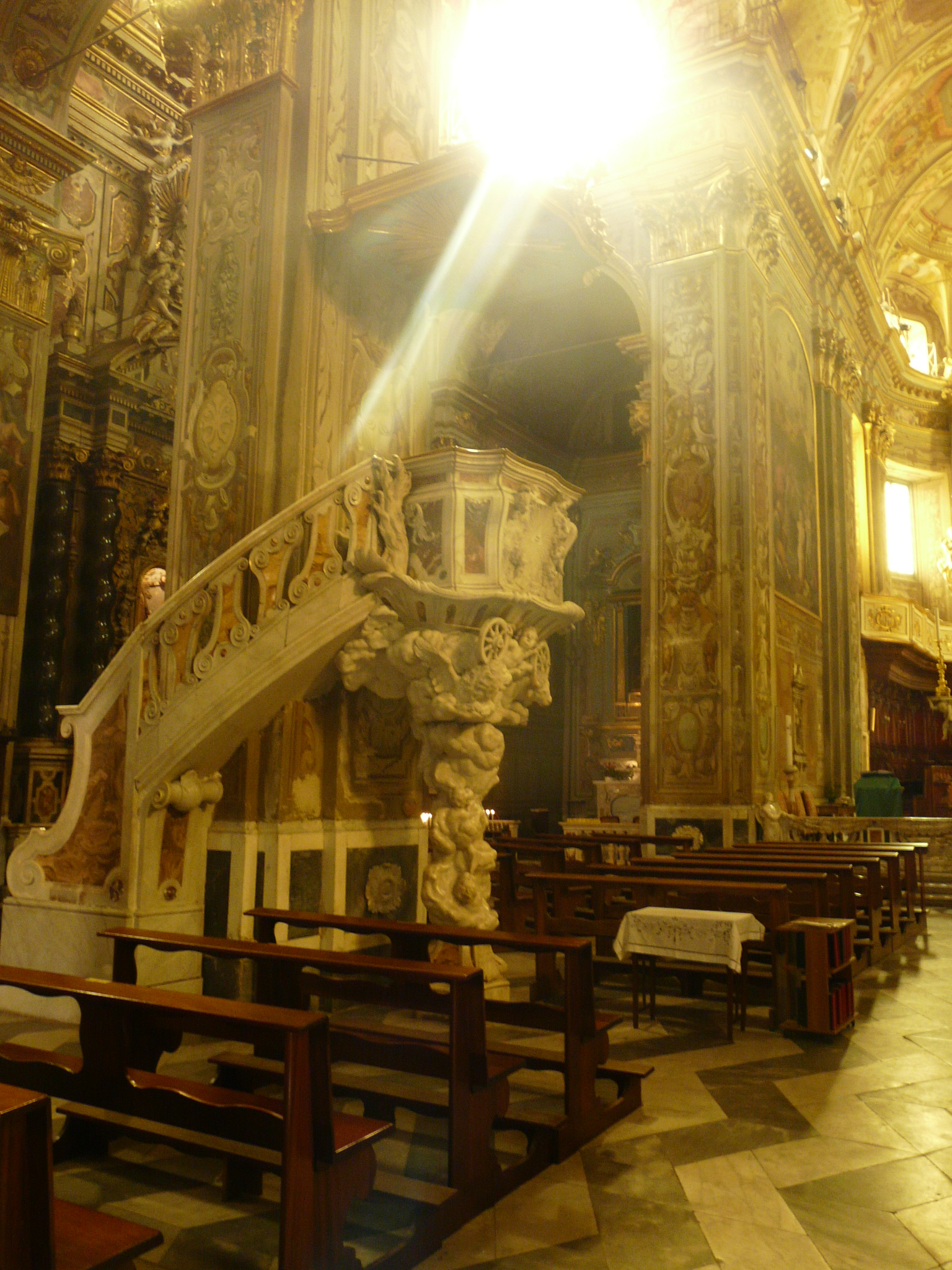
Chaire marmoréenne.

## Sources
- Notice fournie dans l'église lors de sa visite